# Melinda maasi
Melinda maasi este o specie de muște din genul Melinda, familia Calliphoridae, descrisă de Hiromu Kurahashi în anul 1970. Conform Catalogue of Life specia Melinda maasi nu are subspecii cunoscute.